# Jaime Morón
Jaime Morón (ur. 16 listopada 1950 w Cartagenie, zm. 3 grudnia 2005 w Bogocie) – piłkarz kolumbijski, reprezentant kraju, olimpijczyk.
Grał na pozycji napastnika. Był znany z szybkości, co przyniosło mu przydomek "Gazeli". W 1971 debiutował w reprezentacji narodowej i wziął udział w Igrzyskach Panamerykańskich, rozegranych w kolumbijskim Cali. Przyczynił się do wyeliminowania Argentyny w walce o udział w igrzyskach olimpijskich w Monachium w 1972; w pierwszym meczu Kolumbii na igrzyskach przeciwko Polsce strzelił bramkę, ale był to jedynie honorowy gol przy wysokiej porażce 1:5. Zespół kolumbijski nie odegrał na igrzyskach znaczącej roli. Morón występował w zespole narodowym do końca lat 70., zaliczając 17 spotkań i strzelając 6 bramek. Bez powodzenia walczył z zespołem narodowym o miejsce w turnieju finałowym mistrzostw świata w 1974 i 1978, zabrakło go natomiast w zespole, który osiągnął jeden z większych sukcesów w historii kolumbijskiego futbolu – wicemistrzostwo Copa América 1975. Grał w turnieju finałowym Copa América cztery lata później, strzelił bramkę Wenezueli, ale Kolumbijczycy odpadli z turnieju już na etapie meczów grupowych, wskutek gorszego bilansu bramkowego niż Chilijczycy (późniejsi wicemistrzowie).
W latach 1971–1974 i 1977–1982 był zawodnikiem Millonarios FC, wraz z którym zdobył dwa tytuły mistrza Kolumbii w 1972 i 1978. W barwach tego klubu wystąpił w 254 meczach, zdobywając 80 bramek; wraz z Alejandro Brandem i Willingtonem Ortizem tworzył jeden z najgroźniejszych ataków w historii ligi kolumbijskiej. Skuteczny był również jako piłkarz zespołu Deportes Tolima (1975-1976, 21 bramek); grał ponadto w Atlético Nacional (1974, 1 bramka) i Quindío Armenia (1983, również 1 bramka). Łącznie wystąpił w 322 meczach ligi kolumbijskiej i strzelił 103 gole. Zakończył karierę w 1983.
Zmarł w grudniu 2005, wskutek komplikacji po przebytej miesiąc wcześniej amputacji nóg oraz niewydolności nerek.
Uwaga. Większość polskich serwisów informacyjnych w notatce o śmierci Jaime Moróna podawało mylne informacje o udziale piłkarza w finałach mistrzostw świata w 1974 i 1978 (Kolumbia nie awansowała) oraz zdobyciu przez niego Copa Libertadores w 1972 i 1978 (prawdopodobnie pomylono to trofeum z mistrzostwem Kolumbii; zespół Millonarios nie zdobył dotychczas Copa Libertadores).